# 浙大兰德
浙江浙大网新兰德科技股份有限公司（简称：浙大兰德）前身是成立于1997年5月28日的杭州兰德电子信息技术有限公司，当时它由浙大计算机系教师陈平带领几位浙大教师和研究生共同创立。2002年5月3日公司在香港创业板（港交所：8106）上市，成为中国大陆第一家在香港上市的电信增值服务企业。地址位于杭州市西湖区。

## 概况
公司是国家火炬计划重点高新技术企业，连续四年被认定为国家重点软件企业，已通过CMMI三级评估。
公司与各运营商紧密合作，已经在全国多个省市推出了如通信网络增值服务、大众增值服务、行业增值服务、GPS/GIS服务等多项服务。兰德传统的运营商信息化支撑系统在全国的通信行业市场占有率中排行第一。

## 子公司
公司拥有多家控股子公司，主要有：
- 浙江天信科技发展有限公司
- 浙江兰创通信有限公司
- 浙江思创信息技术有限公司
- 浙江兰德纵横网络技术有限公司
- 成都兰德电子信息技术有限公司